# Дернбах, Бальтазар фон
Бальтазар фон Дернбах (нем. Balthasar von Dernbach; 1548 — 15 марта 1606, Фульда) — бенедиктианский монах, князь-аббат Фульды (1570—1606).

## Биография
Происходил из дворянской семьи фон Дернбахов. Он был младшим из 15 детей в семье рыцаря Петера фон Дернбаха и его супруги Клары фон Клауэр цу Вора.
После смерти отца в 1560 году был отправлен своей матерью в монастырь Фульда, где получил церковное образование. В 1566 году был рукоположен в священники в Вюрцбурге.
В 1570 году после смерти своего дяди Вильгельма Гартмана был избран князем-аббатом Фульдского аббатства и утверждён в этой должности Папой Римским Пием V. Став главой аббатства, он взял курс на контрреформацию, приказав жителям Фульды и окрестностей вернуться в католичество или покинуть территорию аббатства. Однако его меры вызвали недовольство его протестантского окружения из знати и духовенства, которые в 1576 году отстранили его от власти в аббатстве и передали фактическую власть Юлиусу Эхтеру фон Меспельбрунну, который был князем-епископом Вюрцбурга. Сторонники Дернбаха обратились за помощью к императору Максимилиану II, который урегулировал судебный процесс, продлившийся 26 лет.
В 1602 году Надворный совет вынес решение, восстановив Бальтазара в должности князя-аббата, а Меспельбрунн был вынужден отказаться от Фульды и заплатить судебные издержки. После возвращения к должности в своём аббатстве, Дернбах стал одним из инициаторов масштабного ведовского процесса в Фульде. В результате процесса, по разным данным погибло около 250 человек.
Скончался 15 марта 1606 года в Фульде в возрасте 57 или 58 лет.